# 水口由紀
水口 由紀（みなくち ゆき、1973年1月7日 - ）は、滋賀県出身京都府在住の競艇選手。登録番号3580。身長159cm。血液型O型。70期。同期に濱野谷憲吾らがいる。

## 来歴
- 滋賀県高島郡マキノ町（現・高島市）に生まれ育つ。
- 高校在学中に父親の勧めで競艇選手を目指す事を決め、（在学中に）一度受験しようとしたが「とりあえず高校は出てくれ」との両親の頼みもあり、高校を卒業してから受験したところ合格。
- 本栖研修所を経て1992年5月に琵琶湖競艇場でデビュー（節間成績：4・5・4・6・失・4）。
- 1992年9月、琵琶湖競艇場で5コースからの1周2マーク差し逆転でデビュー初勝利。
- 1997年に競輪選手の伊藤保文と入籍。
- 2002年3月、徳山競艇場・女子王座決定戦で優出5着。
- 2004年12月、宮島競艇場・女子リーグでデビュー初優勝。
- 2005年5月、琵琶湖競艇場・一般戦で、男女混合戦並びに地元での初優勝。
- 2014年8月、三国競艇場・レディースチャンピオンでイン逃げでGI初優勝

## 人物・エピソード
- 競輪選手の伊藤保文との出会いは、伊藤がたまたま友人と琵琶湖競艇場に遊びに行ったところ、競艇には女子選手がいるという事を知り、競艇の女子選手というのはどんな人なのか話してみたい、という事で福岡の競輪選手を通じて水口を紹介してもらったのがきっかけ。その後、約2年の交際を経ての入籍となった。